# Игромания (журнал)
«Игрома́ния» — российское мультиплатформенное издание о видеоиграх: изначально ежемесячный журнал, а впоследствии и сайт. Печатный журнал издавался с сентября 1997 по декабрь 2018 года издательским домом «Техномир» (в 2013 году сменившим название на «Игромедиа»). Сайт существует с 1998 года, после закрытия журнала в 2019 году он поменял владельца и продолжил работу как интернет-издание.
Среди российских журналов о компьютерных играх журнал «Игромания» в 2000-е и 2010-е имел крупнейшие тиражи и аудиторию и считался одним из ведущих изданий русской игровой прессы.

## Концепция
В основу создания «Игромании» поставлена доступность информации, чтобы тексты были понятны самому широкому кругу читателей. Вместе с тем «Игромания» не избегает игрового сленга.
Изначально «Игромания» создавалась как журнал руководств и прохождений по компьютерным играм и играм для PlayStation, но со временем приоритет сместился в сторону других рубрик, а целевой платформой вместо PS стали PC. Позже журнал стал мультиплатформенным:
«Рынок игр сейчас совсем не такой, каким он был пять или десять лет назад, и посвящать целый журнал какой-то одной платформе — это значит не любить игры в целом и намеренно ограничивать своих читателей от всего их многообразия» — сообщила редакция 22 июня 2010 года.

## История журнала

### Создание
«Игромания» выпускается с сентября 1997 года. У истоков журнала стояли два человека — Евгений Исупов и Александр Парчук. В прошлом они занимались изданием книг из серии «Лучшие компьютерные игры», а потом решили попробовать себя в издательском бизнесе. Название журналу придумала Нина Рождественская — один из первых редакторов «Игромании».
Первый номер «Игромании» был напечатан примерно 16-тысячным тиражом, но когда пошли возвраты, тираж пришлось снизить. Первое время журнал был чёрно-белым, цветной делали только обложку. К середине 1998 года было решено перейти на полноцветную печать, укомплектовать часть тиража компакт-диском, а с сентября ещё и плакатом формата A3, но из-за августовского кризиса от этих планов пришлось на некоторое время отказаться.
Поначалу «Игромания» не могла определиться с платформенными предпочтениями — в первом номере присутствовали игры для PlayStation, а второй номер вообще был целиком посвящён им. Однако потом издание полностью переориентировалось на PC-совместимые компьютеры.

### 2000-е
В декабре 1999 года на пост главного редактора «Игромании» был назначен Денис Давыдов, до этого работавший в «Хакере», а ещё раньше, в 1997 году, создавший «Навигатор игрового мира». Давыдов начал реформировать журнал, и к 2003 году от его прежней концепции почти ничего не осталось. Из журнала руководств и прохождений «Игромания» превратилась во «всеядное» издание, которое писало буквально обо всём. Как писал об этом периоде журнал «Коммерсантъ: Секрет фирмы», тематика Игромании «давно вышла за рамки простых обзоров игровых новинок. Здесь встречаются статьи о настольных играх, программировании и даже фантастические рассказы».
Руководства и прохождения сначала уменьшились в объёме, а потом были переведены в отдельный журнал — «Лучшие компьютерные игры» (ЛКИ). Какое-то время рубрика «Руководства и прохождения» ещё появлялась на DVD «Игромании», но потом исчезла вообще. В том же 2003 году издательство «Техномир» запустило ещё два журнала, развивавших «побочную» для «Игромании» тематику: «Мир фантастики», посвящённый научной фантастике и фэнтези, и Mobi, посвящённый мобильным телефонам и другим гаджетам.

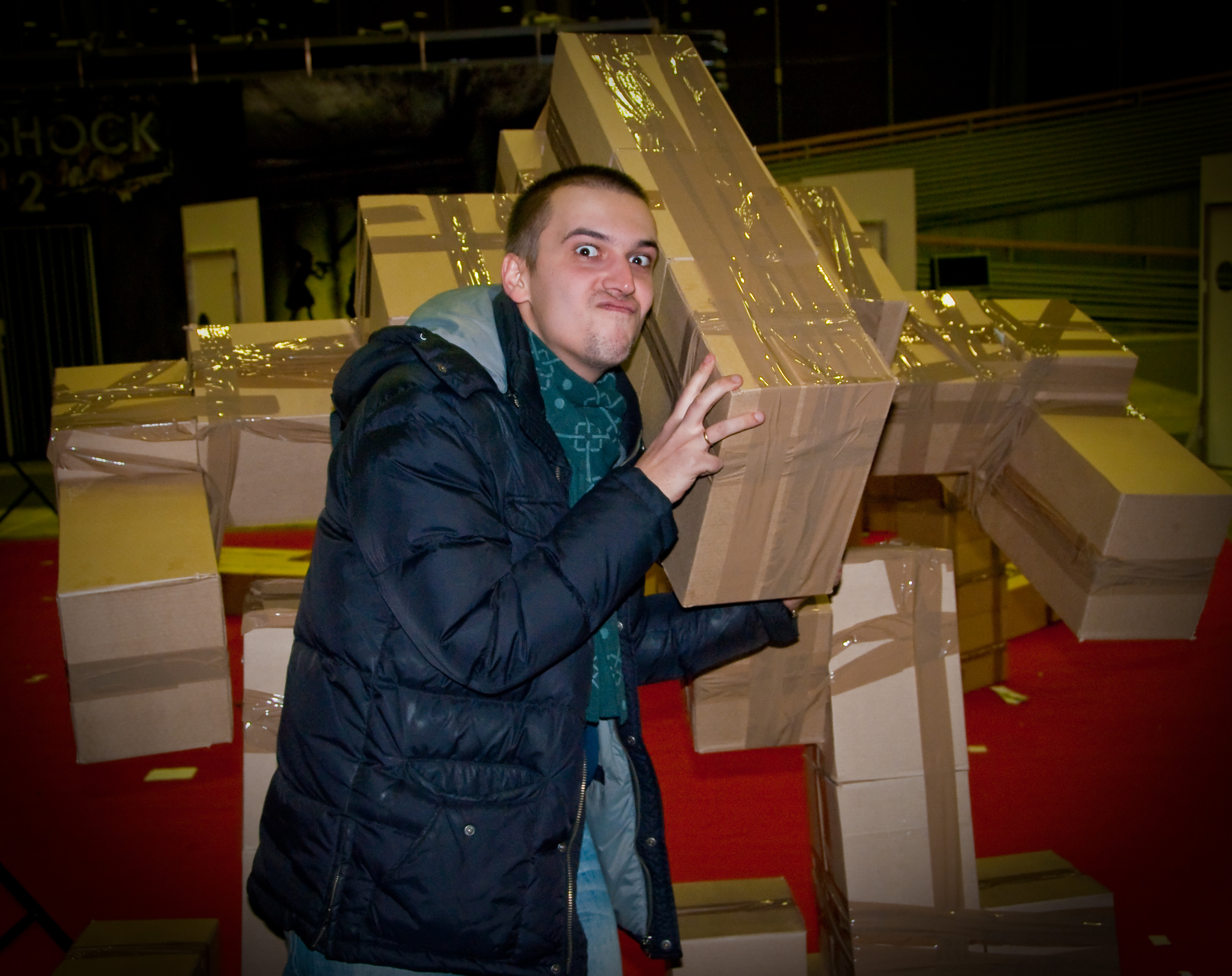
Александр Кузьменко, на тот момент главный редактор «Игромании», на «Игромире-2009»

В мае 2003 года пост главного редактора занял Олег Полянский, до того момента бывший редактором игрового раздела журнала, а Денис Давыдов перешёл на позицию директора издательства. В период годового управления «Игроманией» Олегом Полянским в журнале произошли некоторые структурные изменения и были созданы новые рубрики согласно прежней концепции издания. В этот период конкурирующее издательство Gameland предлагало «Техномиру» продать «Игроманию», но получило отказ. Gameland запустил собственный журнал в формате «Игромании», «PC Игры», который просуществовал до 2012 года.
В августе 2004 года главным редактором «Игромании» стал Александр Кузьменко. После шести месяцев изменений в структуре и рубрикации журнала Кузьменко выбрал политику постепенного развития журнала и превращение его в популярное издание, ориентированное на наиболее массовый сегмент российской аудитории любителей компьютерных игр. Тираж издания в 2007—2008 годах превышал 200 тысяч экземпляров, максимальный тираж составил 240 498. По воспоминаниям Кузьменко, по «Игромании» и издательству в целом сильно ударил кризис 2008 года: начал сокращаться тираж, произошли сокращения.

### 2010-е
В июне 2010 года журнал приобрёл статус мультиплатформенного издания. Примерно в это же время главным редактором стал Алексей Макаренков. В этот период «Игромания» начала осваивать цифровую дистрибуцию, появился онлайн-магазин «Игромания Digital». В ноябре 2013 года начался выпуск электронной версии «Игромании» для iPad, которая продаётся как приложение в App Store.
В 2013 году в результате реорганизации издательство «Техномир», выпускающее «Игроманию» и «Мир фантастики» («ЛКИ» и «Mobi» были к тому времени уже закрыты), было преобразовано в издательский дом «Игромедиа». Примерно в то же время «Игромания» сместила акцент с печатного журнала на сайт и Youtube-канал, которые переживали бурный рост на фоне снижения тиража бумажного издания. Основное содержание журнала начали составлять перепечатки статей сайта.
В начале лета 2015 года пост главного редактора журнала «Игромания» занял Геворг Акопян, главный редактор сайта Igromania.ru. При этом он сохранил за собой должность главного редактора сайта, а также взял функции редакционного директора. Акопян предлагал закрыть бумажные журналы и полностью перенести работу в интернет, но ему в этом было отказано.
1 марта 2016 года Геворг Акопян покидает пост главного редактора «Игромании». Его место занимает заместитель главного редактора Ян Кузовлев. Главным редактором сайта Igromania.ru становится Олег Чимде. Функции редакционного директора взял на себя продюсер видеонаправления Алексей Шуньков.
В августе 2016 года объявляют о своем уходе несколько сотрудников «Игромании» — главный редактор журнала Ян Кузовлев, заместитель главного редактора Артемий Козлов, шеф-редактор Захар Бочаров, руководитель Twitch-направления Артавазд Мурадян и главный редактор сайта Олег Чимде. Причиной стал конфликт с менеджментом издательства. Впоследствии почти все эти сотрудники работали в интернет-издании DTF. Место главного редактора журнала занимает Евгений Пекло, автор igromania.ru, бывший автор и редактор журнала «Мир фантастики» и автор журнала «Лучшие компьютерные игры».
В июне 2018 года редакционный директор Алексей Шуньков перешёл в студию GSC Game World, чтобы заняться разработкой игры S.T.A.L.K.E.R. 2.
7 октября 2018 года на российском «Комик-Коне» сотрудники «Игромании» объявили, что декабрьский номер 2018 года, 255-й по счету, будет последним. Причиной закрытия стала малая востребованность печатного формата: по словам основателя журнала Евгения Исупова, «цифровая эпоха наступила, принт стал мало кому нужен». Каналы на Youtube, Twitch, сайт и прочие медиа, входящие в состав «Игромании», продолжили работу. Одновременно с «Игроманией» планировалось закрыть и бумажный «Мир Фантастики», издаваемый тем же издательским домом, но сразу после этого журнал был продан издательству Hobby World и продолжил выпуск.

## Другие проекты «Игромании»

### Igromania.ru
Сайт Igromania.ru был создан в 1998 году как сайт журнала, но постепенно стал самостоятельной площадкой. По данным Games is Art, он является седьмым по популярности сайтом о видеоиграх в Рунете по состоянию на январь 2023 года. ИКС (Индекс Качества Сайта), согласно Яндекс. Вебмастеру, составляет 5 100 на февраль 2025 года. На сайте публикуются новости видеоигр, железа и кино, обзоры и аналитические статьи.
В 2003 году сайт занял второе место в только что открывшейся номинации «Лучший сайт» на конкурсе «Обложка года».
При сайте существует форум Игромания.ру, посвящённый преимущественно компьютерным играм, но также имеющий и разделы общей тематики. Одна из особенностей форума — система «кланов» по интересам, в которых состоят многие завсегдатаи.
В 2000-е годы сайт считался второстепенным по отношению к журналу и напоминал веб-версию дискового приложения к нему. В 2011 году по инициативе Александра Кузьменко сайт обновил дизайн и стал активно развиваться. В 2013 году была создана единая редакция сайта и журнала.
С 2015 года «Игромания.ру» стала часто публиковать материалы не только об играх, но и о фильмах и сериалах, в том числе материалы журнала «Мир фантастики». В 2017 году движок и дизайн сайта были обновлены, при этом контент прошлой версии был адаптирован.
В феврале 2017 года сайт был перезапущен на новом движке. Новая версия получила противоречивые отзывы: так, экс-главред «Страны игр» Константин Говорун похвалил дизайн за современность, а бывший сотрудник «Игромании» Артавазд Мурадян критиковал новый сайт за отсутствие мобильной версии, которую издание обещало запустить позже.
После закрытия бумажной «Игромании» сайт стал основной площадкой издания. С закрытием печатного журнала его покинул главный редактор Евгений Пекло. «Игроманию» возглавил выпускающий редактор сайта Родион Ильин.
В феврале 2019 года операционным директором «Игромании» стал Гаджи Махтиев, основатель «Канобу». В конце того же месяца Евгений Исупов рассказал, что продал бренд «Игромания» новым собственникам, которыми стали Махтиев и его неназванный партнёр.
В этот период в издании часто менялся кадровый состав. В сентябре 2019 года Родиона Ильина в должности главного редактора сайта сменил Павел Карасёв, бывший редактор Digger и корреспондент РБК, но уже в декабре он покинул компанию. В марте 2019 года на должность управляющего директора «Игромании» и «Канобу» был назначен Антон Сучков, но в мае 2020 года он покинул компанию и перешёл в Rambler&Co. В 2022-м во время кризиса, по информации DTF, из «Игромании» уволили большую часть редакции, оставив в штате только новостников. Главным редактором сайта стал Александр Бражник, гендиректор ООО «Канобу».
В июне 2023 года сайт подвергся новому редизайну, который стал точной копией дизайна Канобу. Три сайта холдинга — Канобу, Игромания и Ag.ru — также объединили общей регистрацией. Архив журнала и ссылка на форум в новой версии сайта исчезли. В 2025 году «Канобу» и «Игромания» вошли в состав компании ИФСИ, а Махтиев передал генеральное управление её директору Василию Овчинникову.

### Видеомания

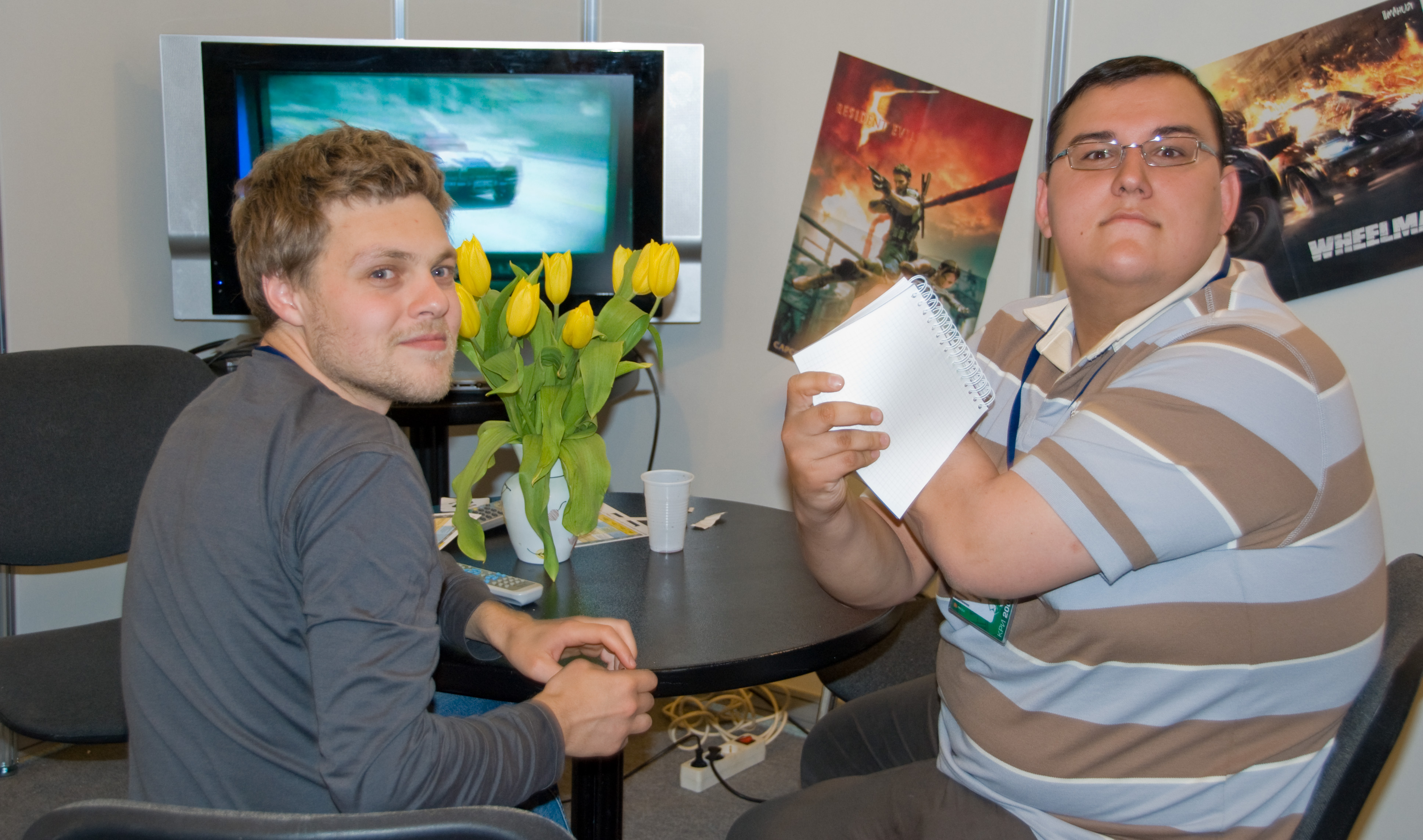
Редакторы «Игромании» Олег Ставицкий и Антон Логвинов на КРИ 2009

В 2004 году появилась «Видеомания» — мультиплатформенное видеоприложение к журналу. Началось оно с обычных вступительных роликов, предварявших каждый диск нового номера, но со временем под неё выделили отдельный диск. Созданием «Видеомании» до 2013 года занималась студия во главе с Антоном Логвиновым, а с 2013 года — собственная студия. Помимо контента для диска, «Видеомания» также делала видео для сайта «Игромании» и для YouTube-каналов. Материалы озвучивали профессиональные актёры, в том числе Борис Репетур, ведущий телепередачи «От винта!», Сергей Чихачёв, актёр дубляжа и один из авторов «От винта!», а также Александр Смоленов, Олекса Мельник и Алексей Николаев. Как писала Lenta.ru в 2009 году: «„Видеоманию“ частенько ставят в пример другим издательствам как один из наиболее удачных мультимедийных проектов на рынке российской игровой прессы».

### YouTube-каналы
В 2011 году началось активное развитие YouTube-канала «Игромании», аудитория которого по состоянию на август 2022 года составляет более 2 110 000 подписчиков. Также с 2014 года имеется канал «Игромания Кино» (454 тысячи подписчиков на август 2022 года), посвященный фильмам и сериалам. На канале регулярно выходят подборки новостей, а в прошлом также публиковались видеообзоры, топы и другие материалы. В 2015—2018 гг. канал «Игромания Кино» был совместным детищем редакций «Игромании» и «Мира фантастики», с 2019-го им занимается только «Игромания». Существует канал с записями трансляций «Игромания LIVE», трансляции выходили в 2015—2021 годах.

### Twitch-канал
В 2014 году началось активное развитие Twitch-канала (хотя первые трансляции на этом канале появились ещё в 2013 году, а до этого они проводились на YouTube-канале «Игромании»). На канале проводится около 15-20 стримов в неделю. В них входят проходящие в будние дни утренние новости «Игромания Утром», ток-шоу «Игромания уже не та!» (проводилось раньше), «Железный цех онлайн» и стримы по актуальным и прочим играм. На август 2022 года на канал подписано около 180 тысяч человек.

### Игромания Лайт
С 23 апреля 2009 года по июнь 2010 года выходил «облегчённый» вариант журнала — «Игромания Лайт», освещающий также и консольные игры. Его характеризовали как «антикризисный журнал»: журналисты Lenta.ru отметили, что издательство начало выпускать его в период, когда снижались тиражи основной «Игромании». Lenta.ru также провела аналогию между «Игроманией Лайт», «Видеоманией» и проектом другого издательства, Gameland, «PC Игры. ZIP», отметив, что оба издательства таким образом стремятся преодолеть кризис на рынке игровой прессы.

### «Игромания Digital»
5 апреля 2010 года был запущен сервис по продаже цифровых версий журналов «Игромания Digital», позволяющий зарегистрированным пользователям сайта «Игромания.ру» приобрести «Игроманию», «Видеоманию», «Игроманию Лайт» или «Мир фантастики» и читать их в оригинальном дизайне с помощью специального просмотрщика. На сайте доступны все номера «Игромании» с № 1 (76) 2005. Также электронные версии журналов были доступны в приложениях на Android и на iOS (оба — только на планшетных ПК) и в «Google Play Прессе». После перезапуска сайта в 2017 году сервис недоступен, хотя официально не закрывался.

### ВКонтакте
Официальная группа «Игромании» Вконтакте, в которой публикуются новости о видеоиграх и обновлениях сайта, по состоянию на август 2022 года имеет более 650 000 подписчиков. Существуют также вторая официальная группа «Игроман», ориентированная на юмористический контент, и относительно небольшая группа «Игромания. Кино», публикующая новости кино и видео с одноимённого YouTube-канала.
В ВК существует также не имеющая отношения к «Игромании» публичная страница IGM, которая долгое время выдавала себя за официальную группу «Игромании». Под давлением владельцев журнала группа сменила название на IGM. Представители «Игромании» и другие деятели индустрии отзываются о IGM негативно и утверждают, что эта группа мошенничает, проводя фиктивные розыгрыши призов.

## Рубрикация журнала
В журнале существовали постоянные рубрики, повторяющиеся из номера в номер.
- Привет! — вступительное слово главного редактора.
- «Центр внимания» — рубрика, включающая блок материалов по какой-то одной особо выдающейся игре (как правило, вынесенной на обложку), а также блок материалов, посвящённых некоей центральной теме номера или значимой выставке (Gamescom, «Игромир», E3).
- «Из первых рук» — статьи об ещё не вышедших играх, написанные на основе пресс-тура или эксклюзивного интервью с разработчиками.
- «Вердикт» — рецензии на новые игры и игры, которые выходят в самое ближайшее время.
- «Игрострой» — рубрика, посвященная разработке игр.
- «Железный цех» — обзоры новинок на рынке компьютерного (и не только) железа, тестирования, подборки конфигураций и цен.
- «Спецматериалы» — подборка интересной информации по какой-то конкретной теме.
- «Почта „Игромании“» — ответы редакции на письма читателей.
- «Мозговой штурм» — конкурсы на игровую тематику.
- «Особое мнение» — авторская статья, посвящённая проблемам игровой индустрии, игровым тенденциям и прочим темам, связанным с играми.

Раньше также были следующие рубрики:
- «Не одной строкой» — аналитический разбор главных новостей и трендов последних месяцев с комментариями гостей из игровой индустрии.
- «Игра месяца» — итоги голосования на лучшую игру месяца (проводится на сайте «Игромании»).
- «Горячая линия: игры» — ответы на различные вопросы по играм.
- «Игра в онлайне» — новости, превью, рецензии, аналитика по онлайн-играм, подборки ссылок на интересные сайты.
- «КОДекс» — чит-коды, пасхалки и хинты к играм.
- «Во что поиграть» — советы редакции о том, во что стоит поиграть в ближайший месяц.

## Система оценок
До 2018 года и с 2023 года в «Игромании» принята десятибалльная система оценок с минимальным шагом в 0,5 балла. По подсчётам агрегатора критических отзывов «Критиканство.ру» на основе более чем 2600 рецензий «Игромании», средняя оценка игры в журнале — 7,0. За историю журнала максимальную оценку получили следующие игры:
- 1998 — The Curse of Monkey Island[48], Fallout[49], Oddworld: Abe’s Oddysee[50], Quake II[51], Might and Magic VI: The Mandate of Heaven[52], Unreal[53][54], Mortal Kombat 4[55], Grim Fandango[53][56], Jurassic Park: Trespasser[57]
- 1999 — Fallout 2[58], Sid Meier’s Alpha Centauri[59], Baldur’s Gate[60], Heroes of Might and Magic III[61], Baldur’s Gate: Tales of the Sword Coast[62], Unreal Tournament[63]
- 2001 — Counter-Strike[64][65]
- 2002 — Sid Meier’s Civilization III[66], Ил-2: Штурмовик[53], Heroes of Might and Magic IV и Operation Flashpoint: Resistance[67]
- 2003 — Max Payne 2: The Fall of Max Payne, Star Wars: Knights of the Old Republic
- 2004 — Half-Life 2
- 2007 — The Orange Box
- 2008 — Grand Theft Auto IV
- 2010 — Heavy Rain
- 2011 — The Ico and Shadow of the Colossus Collection, Uncharted 3: Drake’s Deception
- 2012 — Journey
- 2013 — The Last of Us, Grand Theft Auto V
- 2014 — Bayonetta 2
- 2015 — DiRT Rally
- 2016 — Dark Souls III, Uncharted 4: A Thief’s End, Overwatch

В 2018—2023 годах в издании была принята пятибалльная система оценок с минимальным шагом в 1,0 балл. Максимальную оценку в 5 баллов получили игры:
- 2018 — Red Dead Redemption 2
- 2019 — Sekiro: Shadows Die Twice, Monster Hunter World: Iceborne[англ.], Gears 5, The Outer Worlds
- 2020 — Doom Eternal, Half-Life: Alyx, Persona 5 Royal, The Last of Us Part II, Desperados III, Xenoblade Chronicles: Definitive Edition, Microsoft Flight Simulator, Spelunky 2, Crash Bandicoot 4: It’s About Time, Cyberpunk 2077
- 2021 — Monster Hunter: Rise, Deathloop, Diablo II: Resurrected, Guardians of the Galaxy, Final Fantasy XIV: Endwalker[англ.]
- 2022 — Total War: Warhammer III, Destiny 2: The Witch Queen[англ.], Vampire: The Masquerade — Swansong, Stray, Victoria 3
- 2023 — Hi-Fi Rush

6 игр получили от журнала оценку 0 — Erevos, Dragon Throne: Battle of Red Cliffs, Street Legal Racing: Redline, Walt Disney World Quest: Magical Racing Tour и две версии Guitar Hero, предназначенные для игры на клавиатуре. 100 игр получили не числовые оценки, такие как «трэш», «шедевр». Некоторое время существовали специальные рейтинги, не попадающие под общую категорию игр, например, «Для детей» или «Для девочек». Известные игры, выпущенные до начала издания «Игромании», но переведённые на русский язык после 2003 года, получали в этот период рейтинг «Ретро».
В начале своей истории журнал освещал в первую очередь громкие игры и ставил в среднем более высокие оценки. В 2000-е средняя оценка снизилась вместе с ростом количества освещаемых игр, в том числе плохих. Под конец истории журнала средняя оценка снова немного выросла.
В рецензиях оценивается не только игра в целом, но и отдельные её показатели, такие как геймплей, графика, музыка и звук, интерфейс и управление, лёгкость освоения, оригинальность, сюжет, реиграбельность.
Выдающимся в целом играм присуждается «Выбор редакции». За «особые» заслуги раньше также присуждались следующие награды:
- «Золотое перо» — за нарративные достижения.
- «Золотая кисть» — за художественные достижения.
- «Белая ворона» — самым необычным играм.

В октябре 2018 года «Игромания» кардинально поменяла систему оценок. Теперь вместо десятибалльной шкалы имеются четыре возможных оценки игры: «Да», «Нет», «Потом» и «На любителя». Также дополнительный вес оценке придает медалька «Выбор редакции». После критики была изменена (в апреле 2019 года) и эта система оценок на пятибалльную шкалу с минимальным шагом в 1 балл. После ребрендинга сайта в июне 2023 года оценочная система вернулась к десятибалльной с минимальным шагом в 0,5 балла.

### Итоги года
Начиная с 2001 года в каждом февральском номере (то есть итоги 2000 года были в февральском номере за 2001 год, причем в этом году итоги были разбиты на жанры, общих итогов не было) «Игромания» ежегодно подводит итоги года с выбором самых лучших игр (начиная с 2010 года, когда журнал стал мультиплатформенным, рассматриваются игры на всех платформах, а не только на PC):
- 2001 год: Operation Flashpoint: Cold War Crisis
- 2002 год: Grand Theft Auto III и Mafia: The City of Lost Heaven
- 2003 год: Grand Theft Auto: Vice City
- 2004 год: Half-Life 2
- 2005 год: Fahrenheit
- 2006 год: Первое место осталось незанятым
- 2007 год: BioShock
- 2008 год: Fallout 3
- 2009 год: Dragon Age: Origins
- 2010 год: Heavy Rain
- 2011 год: The Elder Scrolls V: Skyrim
- 2012 год: Far Cry 3
- 2013 год: Grand Theft Auto V
- 2014 год: Alien: Isolation[71]
- 2015 год: Ведьмак 3: Дикая Охота[72]
- 2016 год: Uncharted 4: A Thief’s End[73]
- 2017 год: Divinity: Original Sin II[74]

Лучшие игры по версии «Видеомании», мультиплатформенного видеоприложения к журналу (тройки призёров, с первого по третье):
- 2007 год: Mass Effect / The Darkness / Uncharted: Drake's Fortune
- 2008 год: Fallout 3 / Grand Theft Auto 4 / Gears of War 2
- 2009 год: Uncharted 2: Among Thieves / Dragon Age: Origins / Call of Duty: Modern Warfare 2
- 2010 год: Heavy Rain / Mass Effect 2 / Gran Turismo 5
- 2011 год: Deus Ex: Human Revolution / The Elder Scrolls V: Skyrim / Portal 2

Лучшие игры по версии сайта Igromania.ru (тройки призёров, с первого по третье):
- 2012 год: Journey / Far Cry 3 / The Walking Dead: The Game[77]
- 2013 год: The Last of Us / Grand Theft Auto V / Bioshock Infinite[78]

Лучшие игры по версии «Игромании» (тройки призёров, с первого по третье):
- 2018 год: Red Dead Redemption 2 / God of War / Spider-Man[79]
- 2019 год: Resident Evil 2 / Disco Elysium / Untitled Goose Game[80]
- 2020 год: Half-Life: Alyx / The Last of Us Part II / Cyberpunk 2077[81]
- 2021 год: Psychonauts 2 / Marvel’s Guardians of the Galaxy / Deathloop[82]
- 2022 год: Elden Ring / Stray / Pentiment[83]
- 2023 год: Baldur’s Gate III / Alan Wake 2 / Hi-Fi Rush[84]
- 2024 год: Indiana Jones and the Great Circle / Astro Bot / Balatro[85]

### Итоги десятилетия (2010-х)
В 2020 году «Игромания» подвела итоги десятилетия 2010—2019 в серии статей на сайте. В каждой номинации, от платформеров до стелсов, было отобрано 10 лучших игр с расстановкой мест (также были отобраны 18 самых влиятельных инди-игр без расстановки мест). Ниже приведены игры, занявшие первые места в каждой номинации:
- Платформер десятилетия — Super Meat Boy (2010)[87]
- RPG десятилетия — Ведьмак 3: Дикая охота (2015)[88]
- Шутер десятилетия — Doom (2016)[89]
- Гоночная игра десятилетия — Forza Horizon (2012)[90]
- Экшен десятилетия — Grand Theft Auto V (2013)[91]
- Хоррор десятилетия — P.T. (2014)[92]
- Стратегия десятилетия — Sid Meier’s Civilization V (2010)[93]
- Нарративная игра десятилетия — What Remains of Edith Finch (2017)[94]
- Стелс десятилетия — Dishonored (2012)[95]

## Диски и другие вложения
Журнал комплектовался двухсторонним плакатом и одним двухслойным DVD, на котором выкладывался разнообразный контент (раньше также выкладывались четыре наклейки).
Впервые компакт-диск стал прикладываться к части тиража журнала в июле 1998 года, однако уже в октябре вложение пришлось отменить из-за экономической ситуации в стране. Таким образом в октябре-декабре 1998 года журнал выходил без диска. С января 1999 года комплектация с CD была восстановлена, а вскоре и увеличен тираж варианта журнала с дисковым вложением. Последний выпуск с одним CD вышел в мае 2003 года. С июня по декабрь 2003 года журнал выпускался с двумя CD, а с января 2004 по июнь 2006 года с DVD или двумя CD. С июля по август 2006 года журнал выпускался только с DVD, а с сентября того же года начал выпускаться с двумя DVD. С августа 2009 года по январь 2012 журнал выпускался полностью с двумя DVD. Один из них («Видеомания») был целиком отдан под видео (трейлеры, тизеры, видеоновости, видеообзоры, репортажи собственного производства, выпуски телепередачи «От винта!»), второй («DVD-мания») — под демоверсии, моды, дистрибутивы онлайн-игр (как полностью, так и временно бесплатных), патчи, софт, флэш-игры, коды, сохранения, трейнеры, обои, утилиты для вскрытия и редактирования игр и многое другое. Начиная с февральского номера за 2012 год журнaл комплектовался одним DVD, на котором находилась «Видеомания», а также небольшая часть материалов, входивших прежде в «DVD-манию». В последние пару лет существования журнала диск состоял целиком из видео с Youtube-каналов журнала, полностью отказавшись от каких-либо других файлов.

## Конфликты с издателями и разработчиками игр
Начиная с 2004—2005 годов у «Игромании» время от времени случаются конфликты с издателями и разработчиками игр. Одно из самых активных обсуждений среди издателей и разработчиков породила колонка Михаила Вербицкого «Скажи лицензии „нет“», опубликованная в майском номере «Игромании» за 2006 год.

## Редакция и издатели

### Руководящий состав
- Гаджи Махтиев — операционный директор[24]

### Главные редакторы в разные годы
- Главные редакторы журнала:
  - 1997—1998 — Евгений Исупов с № 1 1997 по № 4 (7) 1998
  - 1998—1999 — Тимофей Богомолов с № 5 (8) 1998 по № 2 (17) 1999
  - 1999 — Евгений Исупов с № 3 (18) 1999 по № 12 (27) 1999
  - 2000—2003 — Денис Давыдов с № 1 (28) 2000 по № 4 (67) 2003
  - 2003—2004 — Олег Полянский с № 5 (68) 2003 по № 7 (82) 2004
  - 2004—2010 — Александр Кузьменко с № 8 (83) 2004 по № 5 (152) 2010
  - 2010—2015 — Алексей Макаренков с № 6 (153) 2010 по № 6 (213) 2015
  - 2015—2016 — Геворг Акопян с № 7 (214) 2015 года по № 3 (222) 2016
  - 2016 — Ян Кузовлев с № 4 (223) 2016 по № 9 (228) 2016
  - 2016—2018 — Евгений Пекло с № 10 (229) 2016 по № 12 (255) 2018[97]
- Главные редакторы сайта:
  - 2018—2019 — Родион Ильин (и. о.)[98]
  - 2019 — Павел Карасёв
  - 2020—2022 — Дмитрий Колганов[99]
  - С 2022 — Александр Бражник[100]